# Andrea Tagwerker
Andrea Tagwerker (n. 23 octombrie 1970, Bludenz, Vorarlberg, Austria) este o sportivă ce a reprezentat Austria, medaliată olimpică. A participat la 4 ediții ale Jocurilor Olimpice (1988, 1992, 1994, 1998) în care a câștigat o medalie de bronz.